# دیتریش ماتسیتس
دیتریش ماتسیتس (به آلمانی: Dietrich Mateschitz) (زاده ۲۰ مه ۱۹۴۴ – درگذشته ۲۲ اکتبر ۲۰۲۲) کارآفرین و سرمایه‌دار اتریشی بود، که در سال ۱۹۸۴ شرکت رد بول و در ۱۹۸۷ برند ردبول را راه‌اندازی کرد. ماتِشیتز در سال ۲۰۱۳ با دارایی خالص ۹٫۲ میلیارد دلار، از سوی مجله فوربز، به‌عنوان ثروتمندترین فرد اتریش شناخته شد.
او برند نوشیدنی انرژی زای ردبول و فرآورده‌های دیگرش را در سطح بین المللی مشهور ساخت. ثروت بی بدیل دیتریش و ذوق ذاتی او به پرواز موجب شد که یک کلکسیون بزرگی از هواپیماهای ملخی از زمان جنگ جهانی دوم و انواع جِت های جنگی و شخصی و هلیکوپتر های مدرن و اتومبیلهای فرمول ۱ و همچنين کپسول ارسالی به فضا و لباس مخصوص فضانوردن که فِلیکس بائوم گارتنر از شهر سالزبورگ با آن از فضا به زمین پرید در مجموعه ای بنام "Hanger Sieben"( هانگا زیبِن) جمع آوری کند که جزو یکی از دیدنی‌های شهر سالزبورگ با کافه تریا و رستوران لاکچریش محسوب ميشود. دیتریش همچنین خانه رسانه ای ردبول را تأسیس کرد که کانال تلویزیونی ServusTV را اداره می کند.
او همچنین صاحب باشگاه فوتبال ردبول بود که تیم محبوب سالزبورگ و کل اتریش میباشد. در کنار فوتبال، تیم هاکی روی یخ نیز عنوان ردبول را داراست.

## مرگ
ماتِشیتز در پی یک دوره طولانی بیماری در ۲۲ اکتبر ۲۰۲۲ در سن ۷۸ سالگی درگذشت.

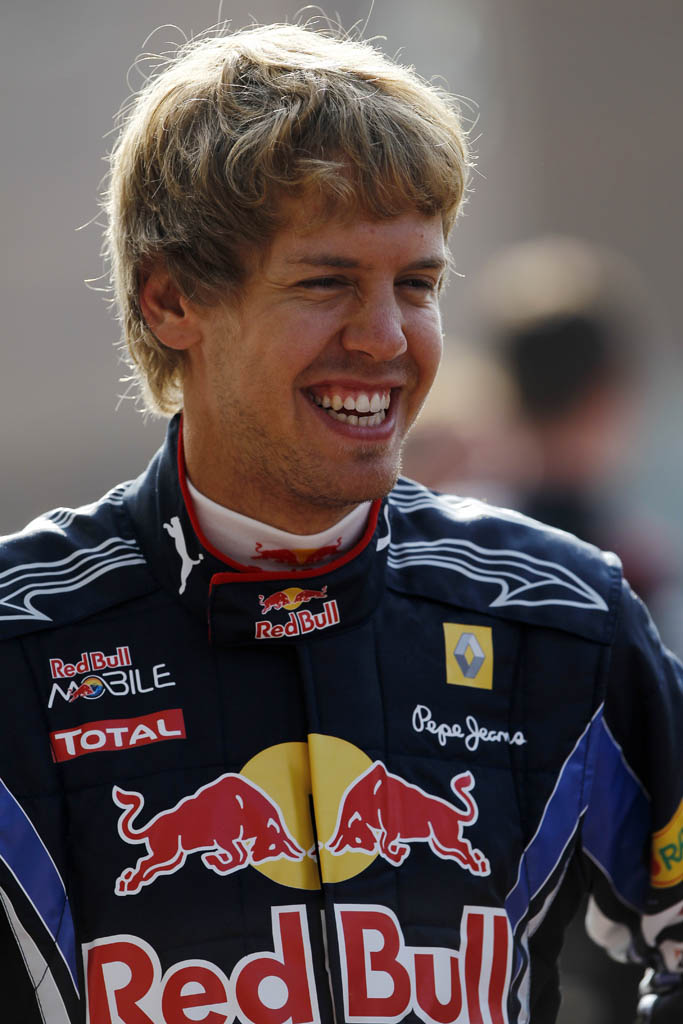
سباستین فتل چهار قهرمانی متوالی فرمول یک را در حالی که برای رد بول ریسینگ رانندگی می کرد به دست آورد..